# PAI Partners

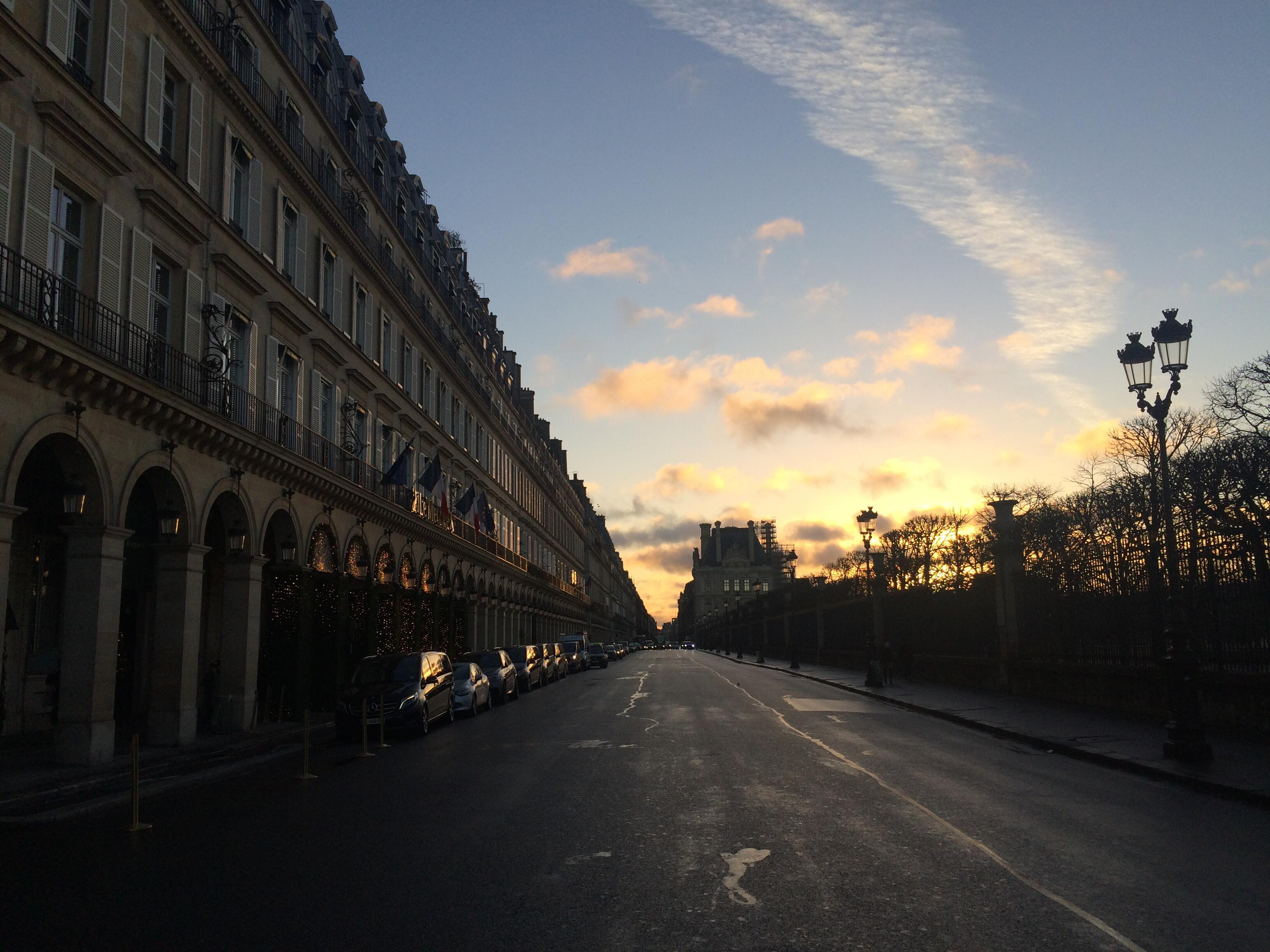
Siège de PAI Partners à Paris, rue de Rivoli.

PAI Partners (anciennement Paribas Affaires Industrielles) est un fonds d'investissement français qui gère et conseille des fonds alloués aux opérations de LBO (représentant un montant de 7 milliards d’euros) et gère un portefeuille de participations pour un montant total en capital investi de plus de 14 milliards d'euros. Il a été dirigé par Lionel Zinsou et est dirigé depuis juin 2015 par Michel Paris.

## Historique
Paribas Affaires Industrielles a été fondé en 1872 comme département d’investissement de Paribas.
En 1990, Paribas Affaires Industrielles prend le contrôle de Guyomarc'h (qui détient entre autres Royal Canin) et scinde l'entreprise en deux : la nutrition animale d'un côté, et l'agroalimentaire de l'autre. La nouvelle holding Guyomarc'h (NHG) devient alors le pôle alimentaire de Paribas. Après avoir cédé Galina et la Soprat (marque Père Dodu), elle rachète à Danone en 1998 Panzani, William Saurin, Amora Maille et Stoeffler.
PAI a été dirigé par Lionel Zinsou jusqu'en juin 2015, lorsqu'il a été nommé Premier Ministre du Bénin.
En septembre 2017, PAI a annoncé la levée d'un septième véhicule d'investissement: PAI Europe VII. La clôture du fonds est estimée au premier semestre 2018.
En 2023, PAI ouvre son capital à Blue Owl, une entreprise américaine.
En février de la même année, PAI procède également à l'acquisition de La Compagnie des Desserts (LCDD),,.

## Philosophie d'investissement
L'activité d'investissement de PAI Partners consiste à prendre le contrôle de sociétés dans le cadre d'opérations à effet de levier (LBO) en se concentrant sur les transactions dont la valeur est comprise entre 300M€ et plusieurs milliards d'euros.
PAI Partners investit dans des sociétés de taille moyenne à grande, cotées ou non, dont le siège social ou le management est basé en Europe et qui appartiennent à l'un des secteurs suivants : la grande distribution, les biens industriels, les services aux entreprises, les biens de consommation, la santé.
PAI déclare une durée moyenne de détention de ses sociétés de 6 ans avant revente.

## Fonds
Avant 1998, PAI a investi via Paribas. Le portefeuille de Paribas a donc effectué 51 investissements sans effet de levier en contrôle ou non. Ils sont aujourd'hui tous réalisés. Depuis 1998, PAI a levé 5 fonds de capital-investissement avec un positionnement européen et des transactions comprises entre 300 millions et 1,5 milliard d'euros:
| Nom            | Année | Taille         | Stratégie | Statut                 |
| -------------- | ----- | -------------- | --------- | ---------------------- |
| PAI LBO Fund   | 1998  | €650 million   | Buyout    | Liquidé                |
| PAI Europe III | 2001  | €1.8 milliard  | Buyout    | Liquidé                |
| PAI Europe IV  | 2005  | €2.7 milliards | Buyout    | Phase de sortie        |
| PAI Europe V   | 2008  | €2.7 milliards | Buyout    | Phase de sortie        |
| PAI Europe VI  | 2015  | €3.3 milliards | Buyout    | Phase d'investissement |
| PAI Europe VII | 2018  | €5.1 milliards | Buyout    | Phase d'investissement |

## Investissements détaillés

### Participations du fonds PAI VI
| Entrée | Sortie          | Entreprise                           | Cœur d'activité                                     | Pays        | Ref.   |
| 2015   | En portefeuille | A.S. Adventure                       | Distribution d'articles de sport et de loisir       | Belgique    | [ 15 ] |
| 2016   | En portefeuille | Atos Medical                         | Produits de soin de laryngectomie                   | Suède       | [ 16 ] |
| 2016   | 2019            | B&B Hotels                           | Hôtellerie économique                               | France      | [ 18 ] |
| 2017   | En portefeuille | Cortefiel                            | Vente de vêtements                                  | Espagne     | [ 19 ] |
| 2014   | 2017            | DomusVi                              | Résidences médicalisées                             | France      | [ 20 ] |
| 2017   | En portefeuille | ELITech                              | Diagnostic in-vitro                                 | Italie      | [ 21 ] |
| 2016   | En portefeuille | Ethypharm                            | Laboratoire pharmaceutique                          | France      | [ 22 ] |
| 2014   | En portefeuille | EuroMediaGroup                       | Service technique pour l'industrie audiovisuelle    | France      | [ 23 ] |
| 2014   | 2017            | InnoVista Sensors (anciennement CST) | Capteurs et systèmes de contrôle                    | Etats-Unis  | ,      |
| 2015   | En portefeuille | Konecta                              | Externalisation de processus et de centres d'appels | Espagne     | [ 26 ] |
| 2014   | En portefeuille | Labeyrie Fine Foods                  | Produits gastronomiques                             | France      | [ 27 ] |
| 2019   | En portefeuille | Areas                                | Restauration de concessions                         | France      |        |
| 2018   | En portefeuille | Refresco                             | Mise en bouteille                                   | Pays-Bas    |        |
| 2016   | En portefeuille | Roompot                              | Parcs de vacances                                   | Pays-Bas    | [ 28 ] |
| 2014   | En portefeuille | VPS                                  | Services pour propriétés vacantes                   | Royaume-uni | [ 29 ] |

### Participations du fonds PAI V
| Entrée | Sortie          | Entreprise                           | Cœur d'activité                                    | Pays        | Ref.   |
| 2013   | 2017            | ADB Safegate                         | Systèmes de guidage aéroportuaire                  | Belgique    | [ 30 ] |
| 2008   | 2015            | Atos                                 | Services IT                                        | France      | [ 31 ] |
| 2010   | 2017            | Cerba European Lab                   | Laboratoires biologiques spécialisés               | France      | [ 32 ] |
| 2013   | En portefeuille | Froneri (anciennement R&R Ice Cream) | Fabrication de glaces                              | Royaume-Uni | [ 33 ] |
| 2011   | 2016            | Hunkemöller                          | Lingerie féminine                                  | Pays-Bas    | [ 34 ] |
| 2013   | 2017            | IPH                                  | Distributeur de fournitures industrielles          | France      | [ 35 ] |
| 2011   | 2017            | Kiloutou                             | Location de matériel de construction               | France      | [ 36 ] |
| 2012   | En portefeuille | Marcolin                             | Conception et fabrication de lunettes              | Italie      | [ 37 ] |
| 2011   | 2016            | Swissport                            | Assistance aérienne au sol                         | Suisse      | [ 38 ] |
| 2011   | 2014            | The Nuance Group                     | Travel retail et duty free aéroportuaire           | Suisse      | [ 39 ] |
| 2008   | 2017            | Xella                                | Fabricant de matériaux de construction et de chaux | Allemagne   | [ 40 ] |

### Participations du fonds PAI IV
| Entrée | Sortie          | Entreprise             | Cœur d'activité                                                         | Pays        | Ref.   |
| 2005   | 2012            | Chr. Hansen            | Solutions naturelles pour l'agroalimentaire                             | Danemark    | [ 41 ] |
| 2005   | 2017            | Cortefiel              | Vente de vêtements                                                      | Espagne     | [ 19 ] |
| 2005   | 2016            | Global Closure Systems | Bouchons plastiques                                                     | France      | [ 42 ] |
| 2007   | 2017            | Kaufman & Broad        | Conception et construction de logements                                 | France      | [ 43 ] |
| 2005   | 2011            | Kwik-Fit               | Réparation automobile                                                   | Royaume-Uni | [ 44 ] |
| 2007   | 2009            | Monier                 | Matériaux de toiture                                                    | France      | [ 45 ] |
| 2005   | En portefeuille | Perstorp               | Additifs à valeur ajoutée pour peintures, résines et autres revêtements | Suède       | [ 46 ] |
| 2006   | 2011            | Spie                   | Services multitechniques                                                | France      | [ 47 ] |
| 2006   | 2014            | United Biscuits        | Biscuits et snacks                                                      | Royaume-Uni | [ 48 ] |

## Quelques participations antérieures
Il s'agit d'une liste non exhaustive des entreprises auxquelles PAI Partners a participé au capital et revendu ses participations :
- Amora Maille : sauce et condiments ; acquise en 1997 auprès de Danone, revendue en 1999 à Unilever[49].
- Antargaz : distribution de GPL ; cédée en 2004 à UGI Corporation[50]
- Atos : société d'ingénierie en informatique ; dont les parts ont été cédés en février 2015[51];
- Carglass : réparation et remplacement de vitrage automobile ;
- Elis : location de linge et des services d'hygiène aux entreprises ;
- Gerflor : revêtements sol et PVC;
- Groupe Lapeyre : distribution de matériaux du bâtiment au grand public ;
- Ipsen : laboratoire pharmaceutique ;
- VIA-GTI (aujourd'hui Keolis) : solutions de transport ; acquise en 1995 et revendue en 1999 à la SNCF.
- Panzani-Lustucru : épicerie sèche et traiteur frais ; acquise en 1997 auprès de Danone, revendue à Puleva en 2005 ;
- Point P : distribution de matériaux ;
- Provimi : fabrication d'aliments pour animaux ;
- Royal Canin : fabricant de nourriture spécialisée pour chats et chiens, revendue au groupe Mars Incorporated en 2002 ;
- SAUR : aménagements liés à l'eau, la propreté, l'énergie, l'ingénierie, les travaux et les activités de loisirs ;
- Saeco : fabrication de machines à café expresso automatiques ;
- Vivarte : distribution de vêtements et de chaussures ; vendue en 2007 au fonds d'investissements Charterhouse Capital Partners ;
- William Saurin : plats cuisinés ; acquise en 1997 auprès de Danone, cédée en 2001 à Financière Turenne Lafayette (FTL)[52];
- Yoplait : participation de 51 % : produits laitiers, part revendue à General Mills en 2011.